# Draginja Dorpat
Draginja Dorpat (Pseudonym für Sophia Ruth Knaak, auch: Sophie Ruth Knaak; * 21. September 1931 in Ravensburg) ist eine deutsche Schriftstellerin. 

## Leben
Draginja Dorpat wuchs am Bodensee auf. Sie legte in Göppingen die Reifeprüfung ab und studierte anschließend Politikwissenschaft, Philosophie und Geschichte an der Universität Tübingen, wo sie auch als wissenschaftliche Assistentin tätig war. Nachdem sie das Studium 1958 abgebrochen hatte, veröffentlichte sie in den 1960er-Jahren den Roman Ellenbogenspiele. Mit diesem Buch, einem Sittengemälde aus dem Tübinger Studentenmilieu, erzielte die Autorin einen beachtlichen Verkaufserfolg; allerdings wurde das Werk seinerzeit wegen seiner relativen Freizügigkeit von der Bundesprüfstelle auf die Liste jugendgefährdender Schriften gesetzt.
Draginja Dorpat verfasste Beiträge für Zeitungen. Nachdem sie längere Zeit in Reutlingen ansässig war, lebt sie inzwischen auf der Schwäbischen Alb. In den 1990er-Jahren veröffentlichte die Autorin zwei Bücher zu Gesundheitsthemen und im Jahr 2003 einen autobiografischen Roman über die frühen Nachkriegsjahre.

## Veröffentlichungen
- Ellenbogenspiele. Merlin, Hamburg 1966, 1968 gleichnamig verfilmt von Wolfgang Becker
- Auf den Leib geschrieben. Gemeinsam mit Ali Schindehütte und Arno Waldschmidt, Hamburg 1967
- Junge Knaben beim Spiel. Hamburg 1969
- Sophie Ruth Knaak: Neurodermitis: weder Allergie noch Atopie. Steyr 1997
- Sophie Ruth Knaak: Erbarmen mit den Männern. Steyr 1998
- Und zu Küssen kam es kaum. Tübingen 2003
- Ohne Laut. Tübingen 2004